# Prijepolje
Prijepolje (en serbe cyrillique : Пријепоље) est une ville et une municipalité de Serbie situées dans le district de Zlatibor et dans la région du Raška. Au recensement de 2011, la ville comptait 13 068 habitants et la municipalité dont elle est le centre 36 713.
Le nom de Prijepolje signifie « devant les champs ».

## Géographie
Prijepolje est située au sud-ouest de la Serbie centrale, dans la chaîne montagneuse du Zlatar, qui fait partie des Alpes dinariques. La ville se trouve au confluent du Lim et de la Mileševka. La ville est entourée par les monts Pobijenik au nord et Jadovnik au sud-est.

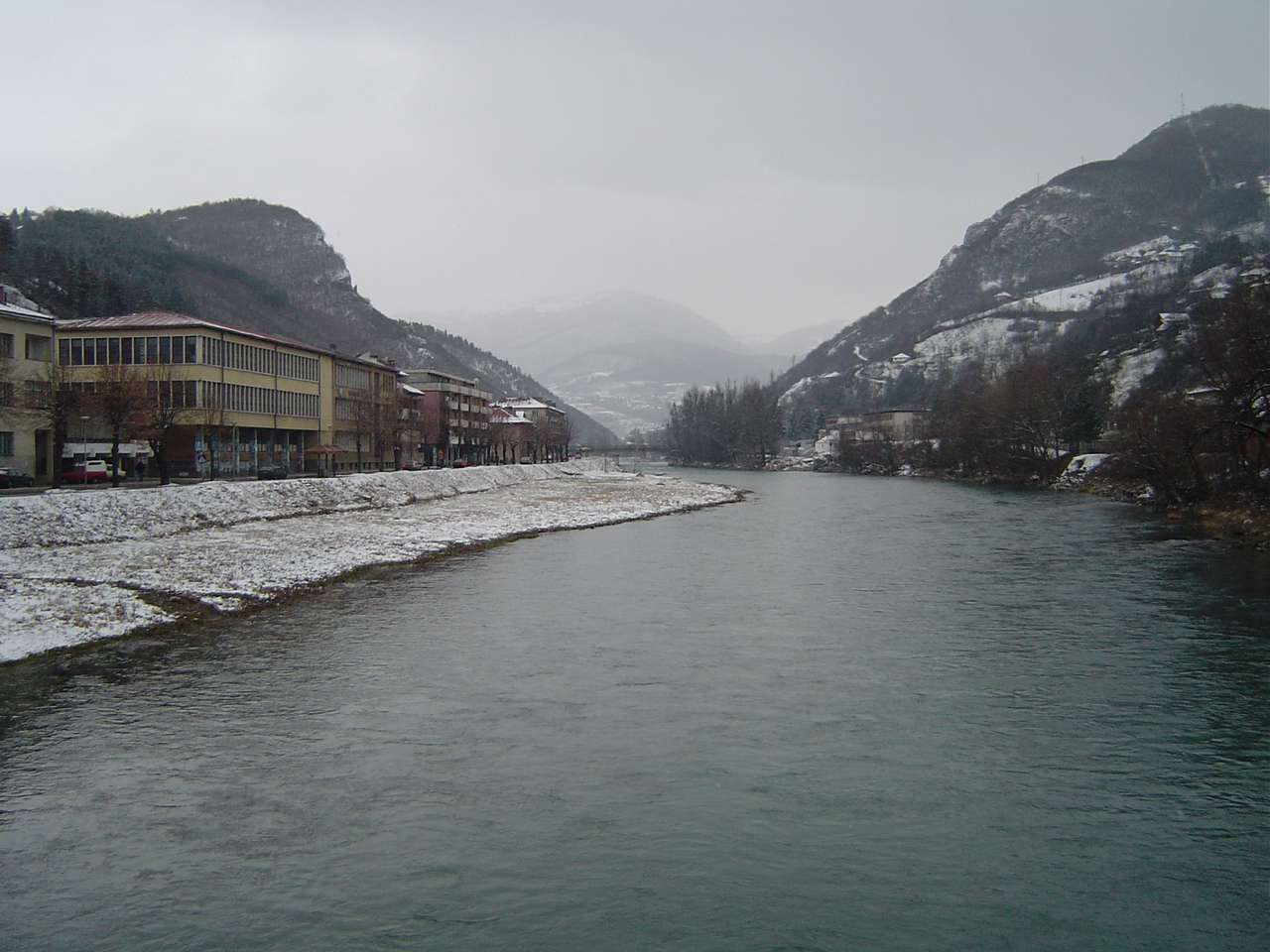
Le Lim à Priepolje

La municipalité de Prijepolje est entourée par celles de Priboj et Nova Varoš au nord, par celle de Sjenica à l'est et par la frontière entre le Monténégro et la Serbie au sud et à l'ouest.

## Climat
Le climat de Prijepolje est mesuré à la station météorologique de Sjenica, située à 1 038 m d'altitude et qui enregistre des données depuis 1890 (coordonnées 43° 42′ N, 20° 42′ E).
La température maximale jamais enregistrée à la station a été de 35,6 °C le 28 août 1946 et la température la plus basse a été de −38 °C le 26 janvier 1954. Le record de précipitations enregistré en une journée a été de 66,4 mm le 17 juin 1999. La couverture neigeuse la plus importante a été de 76 cm du 27 janvier au 4 février 1947.
Pour la période de 1961 à 1990, les moyennes de température et de précipitations s'établissaient de la manière suivante :
| Mois                              | jan. | fév. | mars | avril | mai  | juin | jui. | août | sep. | oct. | nov. | déc. | année |
| --------------------------------- | ---- | ---- | ---- | ----- | ---- | ---- | ---- | ---- | ---- | ---- | ---- | ---- | ----- |
| Température minimale moyenne (°C) | −9,8 | −7,3 | −3,5 | 0,8   | 4,7  | 7,3  | 8,3  | 8    | 5,2  | 1,3  | −2,5 | −6,9 | 0,5   |
| Température moyenne (°C)          | −5   | −2,7 | 1,3  | 6,1   | 10,9 | 13,7 | 15,3 | 15   | 11,7 | 7    | 2,3  | −2,6 | 6,1   |
| Température maximale moyenne (°C) | −0,4 | 2,2  | 6,7  | 11,8  | 16,7 | 19,7 | 21,9 | 22,3 | 19   | 14,1 | 8    | 1,9  | 12    |
| Précipitations (mm)               | 49,7 | 38,2 | 38,6 | 48,7  | 73,9 | 85,2 | 68,5 | 67,3 | 59,9 | 57,2 | 71,5 | 53,9 | 712,6 |
| Humidité relative (%)             | 84,8 | 83,1 | 79   | 73,1  | 73,5 | 76,1 | 75,1 | 75,4 | 78,4 | 79,8 | 81,9 | 85,1 | 78,8  |

| Diagramme climatique                                  |             |             |             |             |             |             |           |           |             |           |             |
| J                                                     | F           | M           | A           | M           | J           | J           | A         | S         | O           | N         | D           |
| −0,4−9,849,7                                          | 2,2−7,338,2 | 6,7−3,538,6 | 11,80,848,7 | 16,74,773,9 | 19,77,385,2 | 21,98,368,5 | 22,3867,3 | 195,259,9 | 14,11,357,2 | 8−2,571,5 | 1,9−6,953,9 |
| Moyennes : • Temp. maxi et mini °C • Précipitation mm |             |             |             |             |             |             |           |           |             |           |             |

## Histoire
La région était habitée à l’âge de la pierre et les premières populations historiques à s’y installer furent les Illyriens, puis les Celtes. Elle fut ensuite intégrée à l’Empire romain. De cette période, la municipalité conserve une nécropole romaine sur le site de  Dvorine, près du hameau de Kolovrat ; on y a mis au jour des verreries et des céramiques, ainsi que des objets en argent et en or. Au moment de la chute de l'Empire, la région fut traversée par les Goths, les Huns, les Gépides, les Lombards et les Avars.
Une première localité fut fondée en 1234, l’année même de la construction du monastère de Mileševa qui est situé à 6 km de la ville actuelle. La ville de Prijepolje elle-même est mentionnée pour la première fois par des sources historiques en 1343. La ville se développa grâce à sa position sur la route de Dubrovnik, fréquentée par les marchands. Le roi Tvrtko Ier, fils de Vladislav Kotromanić, fut couronné au monastère de Mileševa roi des Serbes, de la Bosnie, de la côte et des terres de l'ouest.

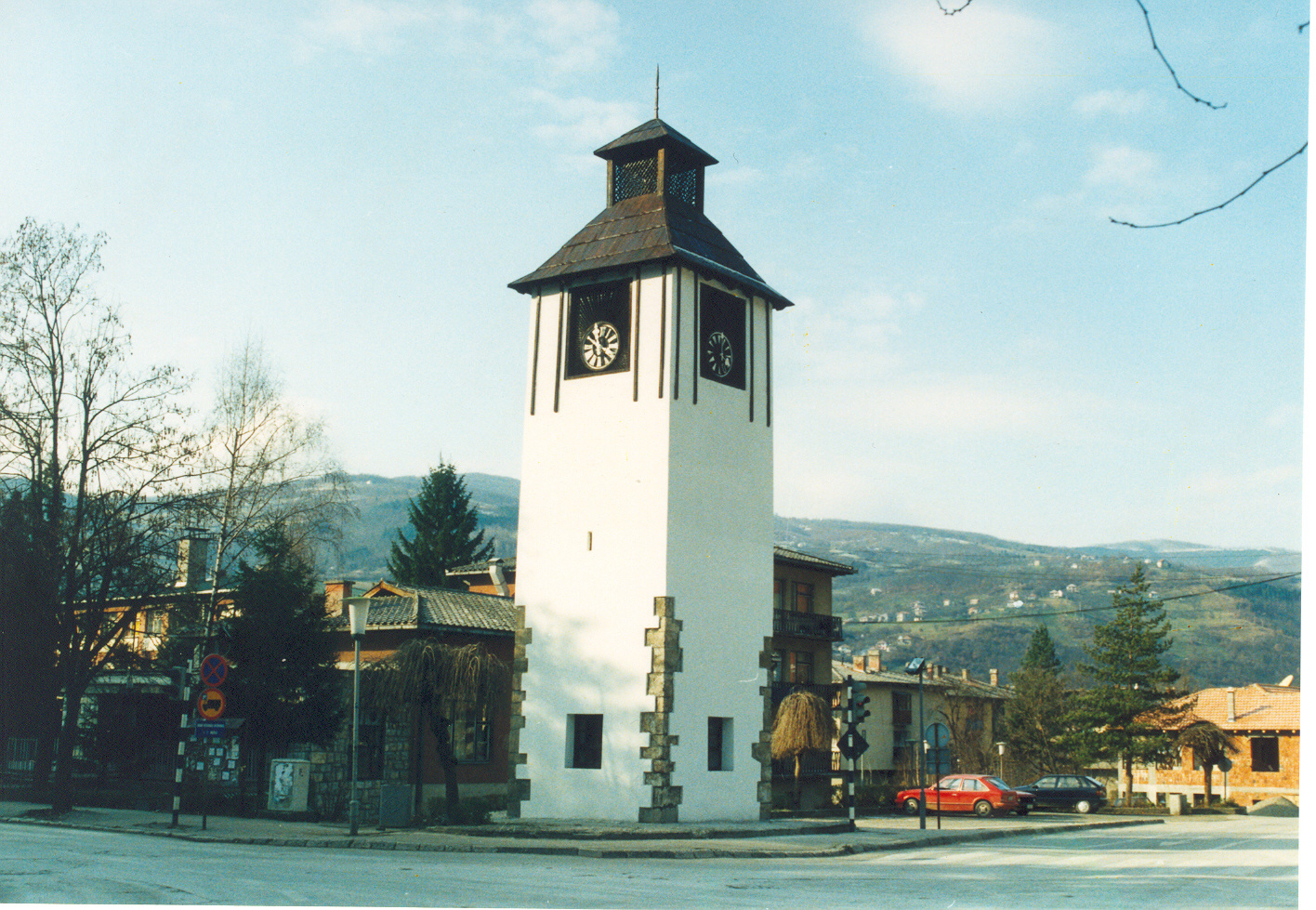
La tour de l'horloge à Prijepolje

Au XVe siècle, la ville et sa région passa pour de nombreux siècles sous le contrôle de l'Empire ottoman ; elles firent notamment partie du Sandjak de Novipazar. De nombreux édifices furent érigés à Prijepolje et dans l'actuelle municipalité, comme la mosquée d'Ibrahim Pacha, construite dans la ville en 1572 ou encore celle du village d'Hisardžik, l'une des plus anciennes du secteur et qui conserve une copie manuscrite du Coran. La tour de l'horloge, à Prijepolje, a été construite au XVIIe siècle ; le voyageur ottoman Evliya Çelebi mentionne la mosquée d'Ibrahim Pacha, ainsi que la tour de l'horloge, « une tour étrange, dont la cloche se fait entendre jusqu'à Mileševa ».
Au début du XIXe siècle, Prijepolje et sa région prirent part au premier soulèvement serbe contre les Turcs, mais pendant plus d'un siècle le secteur resta aux mains des Ottomans. La ville fut intégrée au royaume du Monténégro en 1912, à l'issue de la première guerre balkanique. Pendant la Seconde Guerre mondiale, Prijepolje fut occupée par les Italiens et les Allemands et libérée le 4 décembre 1943, date commémorée chaque année dans la ville.
Le 25 février 2009, le conseil municipal choisit officiellement l'usage de la langue bosniaque (qui vient s'ajouter à la langue serbe) dans la municipalité, conformément aux dispositions du droit serbe autorisant les municipalités où il y a plus de 15 % de non-Serbes à utiliser leur langue d'origine.

## Localités de la municipalité de Prijepolje

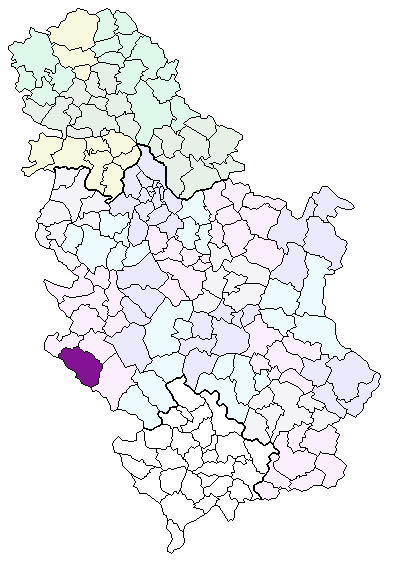
Localisation de la municipalité de Prijepolje en Serbie

La municipalité de Prijepolje compte 80 localités :
| - Aljinovići - Balići - Bare - Biskupići - Bjelahova - Brajkovac - Brvine - Brodarevo - Bukovik - Vinicka - Vrbovo - Gojakovići - Gornje Babine - Gornje Goračiće | - Gornji Stranjani - Gostun - Gračanica - Grobnice - Divci - Donje Babine - Donji Stranjani - Drenova - Dušmanići - Đurašići - Zabrdnji Toci - Zavinograđe - Zalug - Zastup | - Zvijezd - Ivanje - Ivezići - Izbičanj - Jabuka - Junčevići - Kamena Gora - Karaula - Karoševina - Kaćevo - Kašice - Kovačevac - Koprivna - Kosatica | - Koševine - Kruševo - Kučin - Lučice - Mataruge - Međani - Mijani - Mijoska - Milakovići - Mileševo - Milošev Do - Miljevići - Mrčkovina - Muškovina | - Oraovac - Orašac - Osoje - Oštra Stijena - Potkrš - Potok - Pravoševo - Pranjci - Prijepolje - Rasno - Ratajska - Sedobro - Seljane - Seljašnica | - Skokuće - Slatina - Sopotnica - Taševo - Hisardžik - Hrta - Crkveni Toci - Čadinje - Čauševići - Džurovo |

Prijepolje est officiellement classée parmi les « localités urbaines » (en serbe : градско насеље et gradsko naselje) ; toutes les autres localités sont considérées comme des « villages » (село/selo).

## Démographie

### Ville

#### Évolution historique de la population dans la ville
| 1948  | 1953  | 1961  | 1971   | 1981   | 1991   | 2002   | 2011   |
| ----- | ----- | ----- | ------ | ------ | ------ | ------ | ------ |
| 2 828 | 3 536 | 5 303 | 10 904 | 14 543 | 15 634 | 15 031 | 13 068 |

### Municipalité

#### Répartition de la population par nationalités dans la municipalité (2002)
De nombreuses localités de la municipalité possèdent une majorité de peuplement serbe : Aljinovići, Biskupići, Bjelahova, Brajkovac, Vinicka, Vrbovo, Gornje Babine, Gornje Goračiće, Gornji Stranjani, Grobnice, Divci, Donje Babine, Donji Stranjani, Drenova, Đurašići, Zabrdnji Toci, Zastup, Zvijezd, Ivanje, Ivezići, Izbičanj, Jabuka, Junčevići, Kamena Gora, Karoševina, Kašice, Koprivna, Kosatica, Koševine, Kučin, Lučice, Međani, Mijani, Mijoska, Milakovići, Mileševo, Milošev Do, Mrčkovina, Muškovina, Oraovac, Osoje, Pravoševo, Prijepolje, Rasno, Ratajska, Sedobro, Seljane, Seljašnica, Skokuće, Slatina, Sopotnica, Crkveni Toci, Čadinje, Čauševići et Džurovo. Zalug et Kovačevac.
Les localités de Balići, Bare, Brodarevo, Gojakovići, Gostun, Gračanica, Dušmanići, Zavinograđe, Karaula, Kaćevo, Miljevići, Orašac, Oštra Stijena, Potkrš, Potok, Pranjci, Taševo, Hisardžik et Hrta sont majoritairement peuplées de Bosniaques, tandis que Brvine, Bukovik, Kruševo et Mataruge sont majoritairement peuplées de Musulmans.

## Religion
Sur le plan religieux, la municipalité de Prijepolje majoritairement peuplée de Serbes orthodoxes, qui relèvent de l'éparchie de Mileševa (en serbe cyrillique : Епархија милешевска ; en serbe latin : Eparhija mileševska), qui a son siège au monastère de Mileševa situé sur le territoire de la ville. Les Musulmans représentent une importante minorité religieuse dans la municipalité.

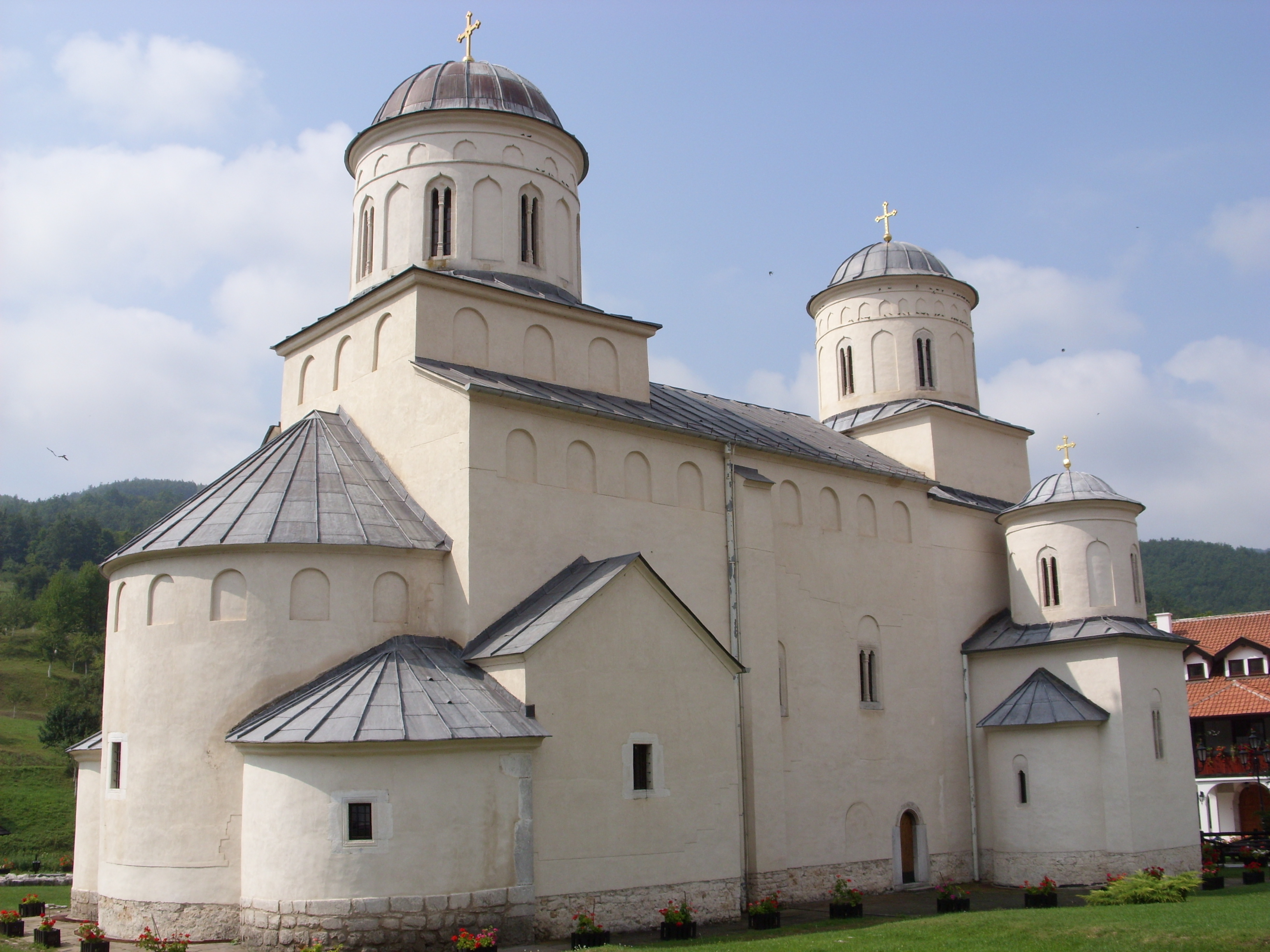
L'église du monastère de Mileševa

## Politique

### Liste des présidents de la municipalité
| Période | Période     | Identité           | Étiquette | Qualité |
| ------- | ----------- | ------------------ | --------- | ------- |
| ?       | 1993        | A completer        |           |         |
| 1993    | 2004        | Stevan Purić       | SPS       |         |
| 2004    | 2008        | Nedžad Turković    | SDP       |         |
| 2008    | 2012        | Dragoljub Zindović | SNS       |         |
| 2012    | en fonction | Emir Hašimbegović  | SDP       |         |

### Élections locales de  2004
À la suite des élections locales serbes de 2004, les 61 sièges de l'assemblée municipale de Prijepolje se répartissaient de la manière suivante :
| Parti                         | Sièges |
| ----------------------------- | ------ |
| Parti démocratique du Sandžak | 12     |
| Parti radical serbe           | 11     |
| Liste pour le Sandžak         | 11     |
| Parti démocratique de Serbie  | 7      |
| Parti démocratique            | 6      |
| Parti socialiste de Serbie    | 4      |
| Nouvelle Serbie               | 4      |
| Social-démocratie             | 3      |
| Alliance civique de Serbie    | 3      |

### Élections locales de 2008
À la suite des élections locales serbes de 2008, les 61 sièges de l'assemblée municipale de Prijepolje se répartissaient de la manière suivante, :
| Parti                                                     | Sièges |
| --------------------------------------------------------- | ------ |
| Parti démocratique du Sandžak                             | 18     |
| Parti progressiste serbe (SNS)                            | 10     |
| Ensemble pour un meilleur Prijepolje, (DS,SPS, G17+, SPO) | 9      |
| DPS - Bahrija Beganović Lutka                             | 8      |
| Parti démocratique de Serbie et Nouvelle Serbie           | 4      |
| Liste pour le Sandžak                                     | 4      |
| Parti radical serbe                                       | 4      |
| Parti libéral-démocrate                                   | 4      |

Dragoljub Zindović, diplômé en sciences économiques et membre du SNS, a été élu prédident (maire) de la municipalité ; il est assisté dans sa tâche par un président adjoint en la personne de Dobro Lazarević, membre du Parti démocratique du président Boris Tadić.

## Culture
L'institution culturelle la plus ancienne de Prijepolje est la Bibliothèque centrale Vuk Karadžić (en serbe : Matična biblioteka Vuk Karadžić), créée en 1905 ; elle abrite aujourd'hui environ 80 000 ouvrages, ainsi que des DVD et des cédéroms ; elle reçoit également 35 périodiques. Elle dispose d'une importante annexe, la Bibliothèque locale Stevan Tomović (Mesna Biblioteka Stevan Tomović), créée en 1984 et située à Brodarevo, ainsi que d'une bibliothèque mobile appelée Infobus, créée en 2003 en collaboration avec la Bibliothèque nationale de Serbie et qui parcourt les villages et les localités de la municipalité.
La Maison de la culture (Dom kulture Prijepolje) a ouvert ses portes en 1979 ; elle propose des activités ou des spectacles en rapport avec les arts visuels, le théâtre, la musique et le cinéma. Le Musée régional de Prijepolje (Muzej u Prijepolju) a été officiellement fondé en 1990 ; situé dans un bâtiment turc construit entre 1839 et 1845, il est divisé en quatre départements : archéologie, histoire, ethnologie et histoire de l'art ; il présente notamment les œuvres de peintres originaires de Prijepolje ou qui ont séjourné dans la ville.

## Sport
Prijepolje possède deux clubs de football, le FK Polimlje, créé en 1926, et le FK Jasen, créé en 1950 et basé à Brodarevo. Le volley-ball est représenté par l'OK Putevi, créé en 1980, par l'OK Prijepolje et par l'OK FAP Livnica, le handball par le RK Beli Anđeo et le basket-ball par le KK Mileševac et le KK All Star. De nombreux autres sports sont présents dans la ville, comme le karaté, le kick boxing ou encore l'alpinisme, le canoë-kayak ou le parapente.
La municipalité dispose d'une vingtaine d'installations sportives, dont deux grands stades : le Stade municipal de Prijpolje (Gradski stadion Prijepolje) et le stade de football Rosulje à Brodarevo. La ville possède cinq salles de sport, dont la plus importante est le gymnase du Lycée municipal.
Prijepolje est associée à deux manifestations sportives de premier plan : les Jeux sportifs inter-municipaux du Sandžak (Sandžačke i Međuopštinske sportske igre) et, depuis 2007, l'Euro-coupe de rafting (Euro-kup u raftingu). En plus de cela, une manifestation traditionnelle appelée Komaranska košija présente des concours de courses de chevaux, de jet de pierres ou de saut en longueur. Parmi les autres manifestations, on peut citer le concours de plongée Petrovac, le Concours de pêche sportive de Prijepolje (Kup Prijepolja u sportskom ribolovu), organisé au bord du Lim, la Coupe de parapente Dragoslav Divac et le Tournoi mémorial de cyclisme Lale Morača (Memorijalni turnir Lale Morača u bičvoleju), auquel participent des sportifs venus notamment de Serbie, de Bosnie-Herzégovine et du Monténégro.
Parmi les sportifs les plus connus de Prijepolje figurent Vlade Divac, un joueur de basket-ball, qui fut l'un des premiers à jouer en NBA aux États-Unis et qui est aujourd'hui président du Comité olympique serbe, et Ivica Dragutinović, un footballeur qui joue au Séville FC.

## Éducation
Prijepolje dispose d'un établissement d'enseignement pré-scolaire (en serbe : Predškolsko obrazovanje), l'école maternelle Miša Cvijović, qui accueille 592 enfants la ville ; cette école possède quatre antennes dans la municipalité, qui accueillent en plus 622 enfants. La municipalité possède 9 écoles élémentaires (osnovne škole), dont huit assurent un enseignement général et une un enseignement musical. Parmi ces écoles, deux se trouvent dans la ville intra muros : l'école Vladimir Perić Valter et l'école de musique municipale. L'école Dušan Tomašević Ćirko est située à Kamena Gora, l'école Boško Buha à Ivanje, l'école Svetozar Marković à Brodarevo, l'école Mihajlo Baković à Seljašnica et une autre école du même nom à Kolovrat, l'école Saint Sava à Bostani et l'école 10. oktobar (« 10 octobre ») à Babine.
Trois établissements d'études secondaires (srednje škole) sont ouvertes dans la ville : le Lycée de Prijepolje, dédicacé à Branko Radičević, qui est l'établissement d'études générales de la ville, l'école économique et commerciale (Ekonomsko-trgovinska škola) et l'école technique (Tehnička škola). La ville dispose également d'une École supérieure de technologie, qui dépend de la Faculté de technologie de Čačak.

## Économie
Les forêts couvrent une superficie d'environ 655 km2, soit près de 79 % du territoire de la municipalité, offrant ainsi un riche potentiel pour l'industrie du bois. On y trouve aussi du cuivre, du plomb et du zinc, ainsi que de petits gisements d'or et d'argent.
Parmi les entreprises principales de la ville, on peut citer des entreprises de l'agroalimentaire comme Trgopek, qui fabrique du pain et des produits boulangers, Ćatić kompani, qui fabrique et commercialise des biscuits et des bonbons, Dado qui vend des framboises et des fruits. L'industrie du bois est représentée par Produkt-promet, une société de production et de vente, par Omorika, qui travaille dans la transformation du bois, et par la société Mušović, qui fabrique des meubles. L'industrie textile est représentée par Stileks. Jus travaille dans le domaine de la métallurgie et Rad-Labud dans le domaine de la construction. ES-Komerc travaille dans le commerce de gros et de détail.

## Tourisme

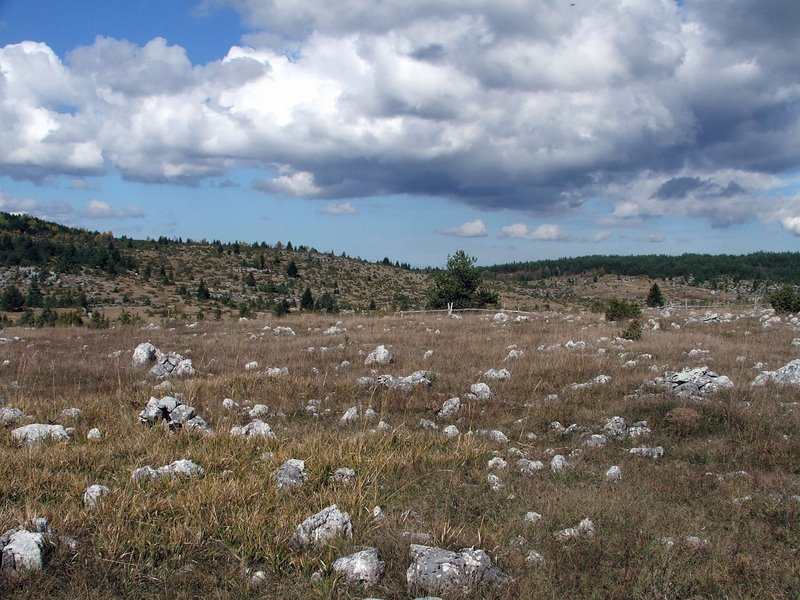
Paysage près de Jabuka

La municipalité, avec ses montagnes, ses rivières et ses forêts, est une zone propice au tourisme de nature. On y trouve notamment deux sentiers de randonnée, l'un de 80 km, avec comme point de départ le village de Kamena Gora, l'autre de 100 km, avec comme point de départ Sopotnica, qui permet de voir les chutes d'eau situées près de ce village, ainsi que le canyon de la rivière Mileševka ; les monts Pobjenik, Zlatar et Jabuka offrent encore d'autres possibilités pour la marche. Pour les amateurs de sports, la région est organisée pour le cyclisme de montagne, pour l'alpinisme, pour le rafting et pour le parapente. La chasse est encadrée par la Société de chasse de Prijepolje (en serbe : Lovačko udruženje Prijepolje), qui gère une zone de 53 773 ha ; on peut y rencontrer des loups, des ours, des renards, des lièvres, des martres, ainsi que des perdrix et des pigeons des bois. La pêche sportive, contrôlée par l'Association des pêcheurs sportifs du Lim (Udruženje sportskih ribolovaca Lim), est possible dans le Lim, la Mileševka, la Seljašnica, la Sopotnica et le lac de Potpeć ; on y trouve, entre autres, des huchons, des ombres, des carpes, des gardons galants, des goujons, des chabots et des écrevisses, ainsi que des truites.

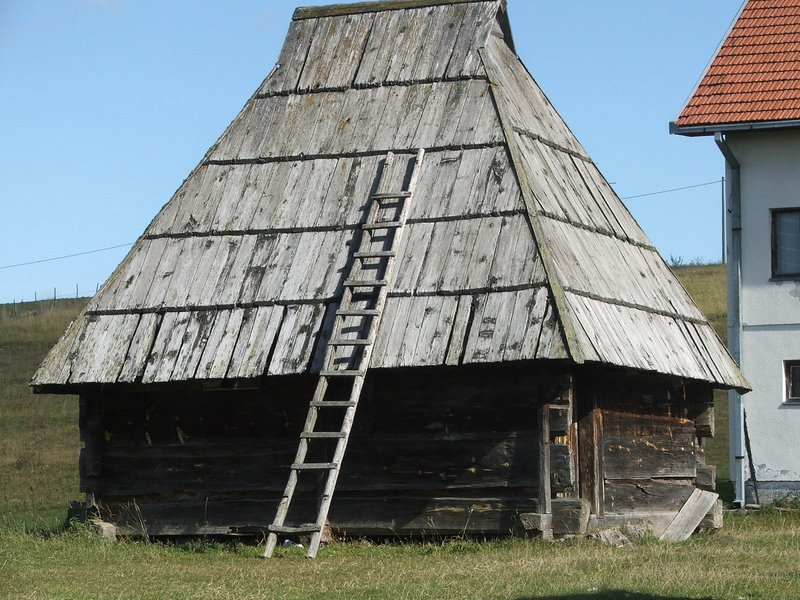
Maison en bois à Jabuka

La région est également favorable au tourisme rural. On peut y pratiquer le camping ou être hébergé chez l'habitant. Le village de Kamena Gora est considéré comme l'un des plus beaux du secteur ; il conserve quelques maisons en bois typiques de la région de Zlatibor ; il en est de même de ceux de Sopotnica et de Jabuka. Parmi les plus beaux villages de la municipalité, on peut encore citer celui de Gostun, situé à proximité de la frontière entre le Monténégro et la Serbie, dans la vallée de la rivière Gostun. L'ethno-village de Tičije Polje, situé au pied du mont Ozren à 12 km de Brodarevo, abrite des maisons traditionnelles couvertes de bardeaux et de paille, montrant la vie des habitants de la région dans leur vie quotidienne ; à proximité de ce village se trouvent les monastères de Davidovica et de Kumanica, ainsi que le canyon de la rivière Dubočica.

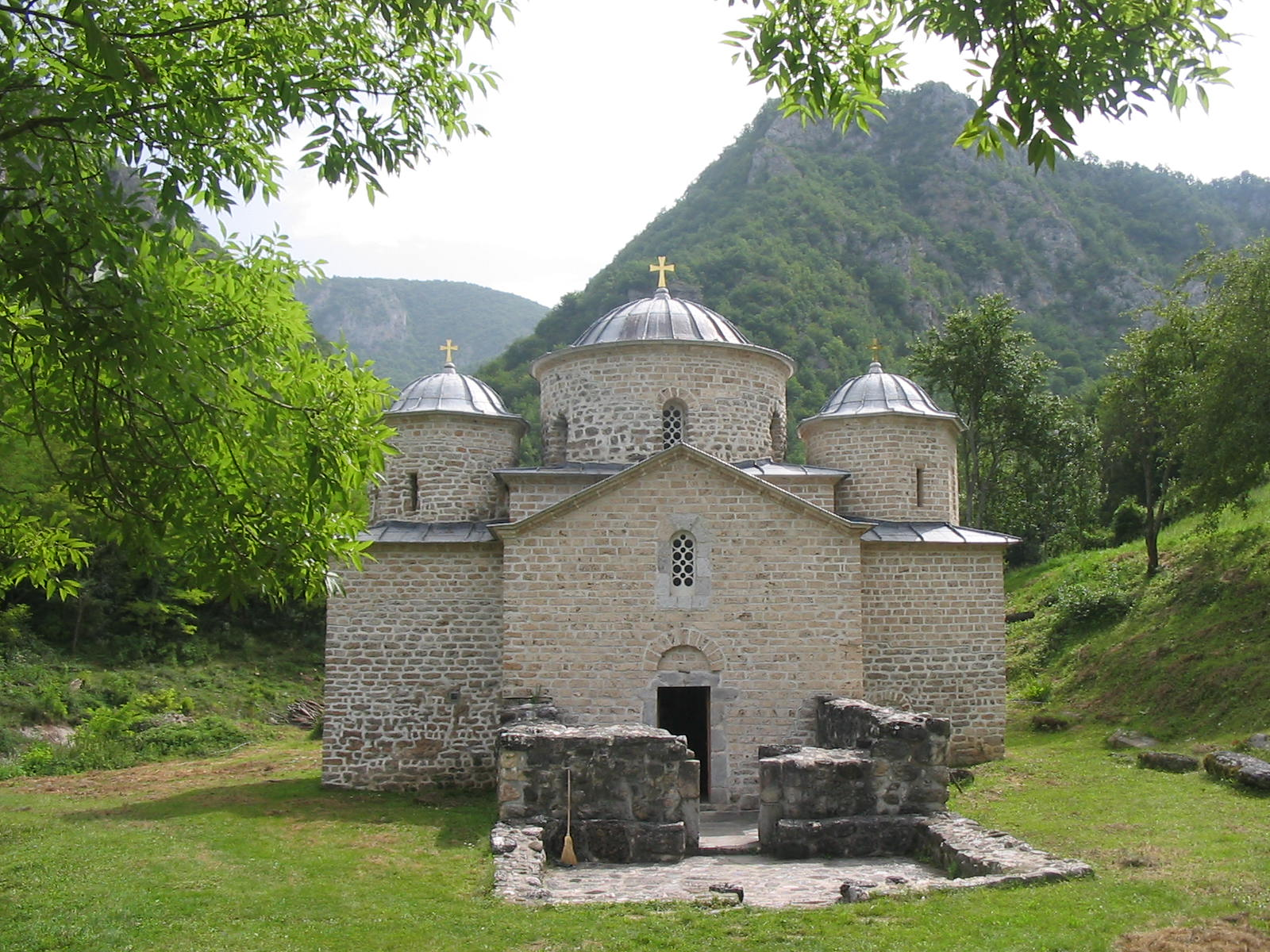
Le monastère de Davidovica

La ville de Prijepolje et ses environs conservent de nombreux monuments, dont certains sont classés sur la liste des monuments culturels de Serbie. Le plus ancien d'entre eux est la nécropole romaine de Kolovrat, qui date de la fin du IIe ou du début du IIIe siècle. Également classé, le monastère orthodoxe serbe de Mileševa, situé à 6 km à l'est de Prijepolje sur la Mileševka reka, a été construit au XIIIe siècle ;  ce monastère est particulièrement célèbre pour sa Fresque de l'Ange blanc, l'une des plus remarquables de Serbie ; le monastère a également accueilli les reliques de Saint Sava, le fondateur de l'Église orthodoxe serbe. Situé à 7 km de Prijepolje, le monastère de Davidovica a été construit en 1281. Du  Moyen Âge serbe datent encore la forteresse de Mileševac, construite dans la première moitié du XIIIe siècle et destiné à défendre le monastère de Mileševa, et la forteresse de Kovin. Le monastère de Kumanica a été construit au début du XIVe siècle sur la rive droite du Lim ; abandonné pendant des siècles, il a été restauré en 2000 ; le monastère de Mili, situé à 20 km de Prijepolje et dédicacé à la Sainte Trinité, était considéré en 1413 comme un caravansérail, il a été dévasté par les Turcs en 1688 et détruit au XVIIIe siècle. De l'époque ottomane, Prijepolje intra muros conserve la mosquée d'Ibrahim Pacha, construite en 1572, et la mosquée de Sinan Pacha, édifiée au milieu du XVIe siècle. La mosquée de la čaršija, le quartier turc de la ville, avec sa fontaine, a été construite entre 1895 et 1900. La Tour de l'horloge (en serbe : sahat-kula), typique de l'architecture ottomane, a été construite au XVIIIe siècle pour servir de demeure à un riche notable. La mosquée d'Hisardžik, sur le territoire de la municipalité, l'une des plus anciennes de la région, abrite un exemplaire manuscrit du Coran. Parmi les édifices religieux chrétiens du XIXe siècle figurent l'église Saint-Basile-d'Ostrog, située au centre-ville de Prijepolje et construite en 1890j, et l'église des Saints-Pierre-et-Paul de Crkveni Toci, construite en 1846. Le XXe siècle est représenté par deux ensembles classés : l'Hôpital des Partisans (Partizanska bolnica) et l'ensemble mémoriel de Boško Buha à Jabuka.

## Médias
L'hebdomadaire Polimlje est publié à Prijepolje. La ville dispose également de deux chaînes de télévision privées et plusieurs stations de radio locales.

## Transports
Prijepolje est située sur la route qui va de Belgrade à la mer Adriatique, ainsi que sur la ligne ferroviaire Belgrade-Bar.
- Route nationale 21 (Serbie)

## Personnalités
Parmi les personnalités associées à Prijepolje, qu'elles y soient nées ou qu'elles y aient vécu, on peut citer Vladimir Perić Valter (1919-1945), un Partisan communiste de la Seconde Guerre mondiale. Sefer Halilović (né en 1952), une personnalité politique bosniaque, général de l'Armée de la République de Bosnie et d'Herzégovine, est né à Prijepolje. Goran Varaklić, fondateur et président de la société MDG Computers, est également originaire de la ville. Le Grand Vizir Sari Süleyman Pacha, qui dirigea les troupes turques lors de la bataille de Mohács en 1687, est né à Prijepolje.
L'architecte Milan Minić (1889-1961) est né à Prijepolje.
Les chanteurs de turbo-folk Aco Pejović (né en 1972) et Dženan Lončarević sont également associés à la ville.
Le monde du sport est représenté par le joueur de basket-ball Vlade Divac, né en 1968, ainsi que par les footballeurs Ivica Dragutinović (né en 1975), Mihajlo Pjanović (né en 1977) ; les anciens joueur de football Msrad Kahrović, qui a joué à l'OFK Beograd et Samid Beganovic, qui a effectué une partie de sa carrière en France, sont originaires de la ville. Le joueur de handball Aleksandar Svitlica, né en 1982, est également né à Prijepolje.

## Coopération internationale
Prijepolje a signé des accords de partenariat avec les villes suivantes :
- Köniz (Suisse)